# هاندري لينزن
هاندري لينزن (مواليد 23 أكتوبر 1971) هو مبارز بالسيف إندونيسي، مثّل بلاده في الألعاب الأولمبية الصيفية 1992.

## روابط رياضية
هاندري لينزن على موقع أوليمبيديا (الإنجليزية)